# Primeo Energie Kosmos

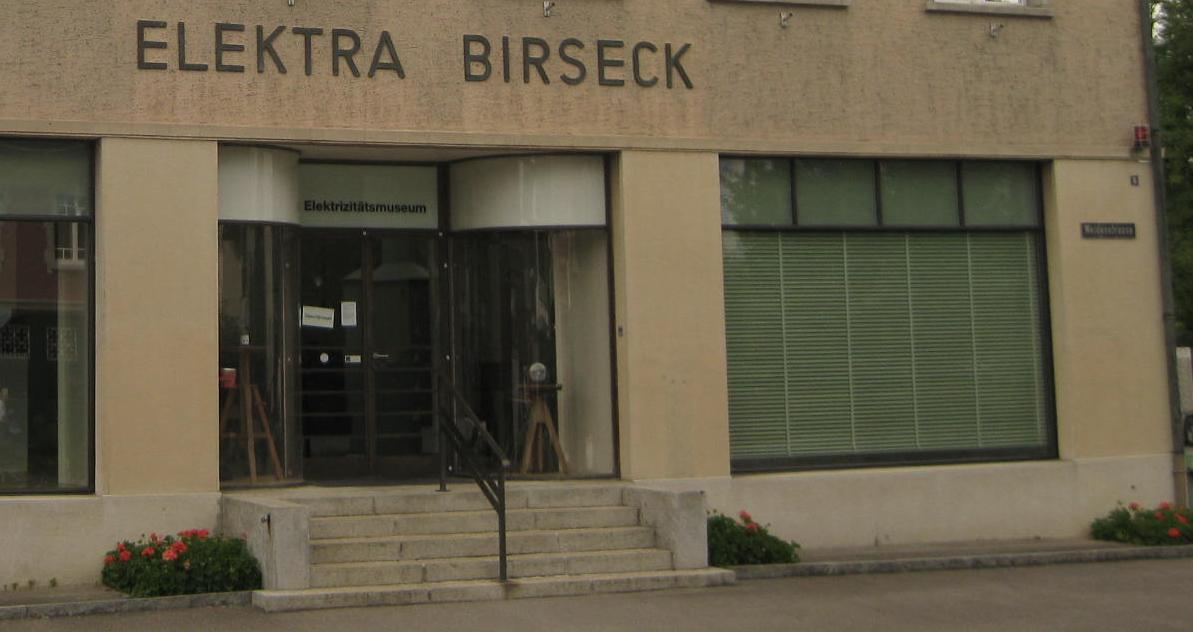
Haupteingang des Elektrizitätsmuseums (Elektra Birseck) in Münchenstein

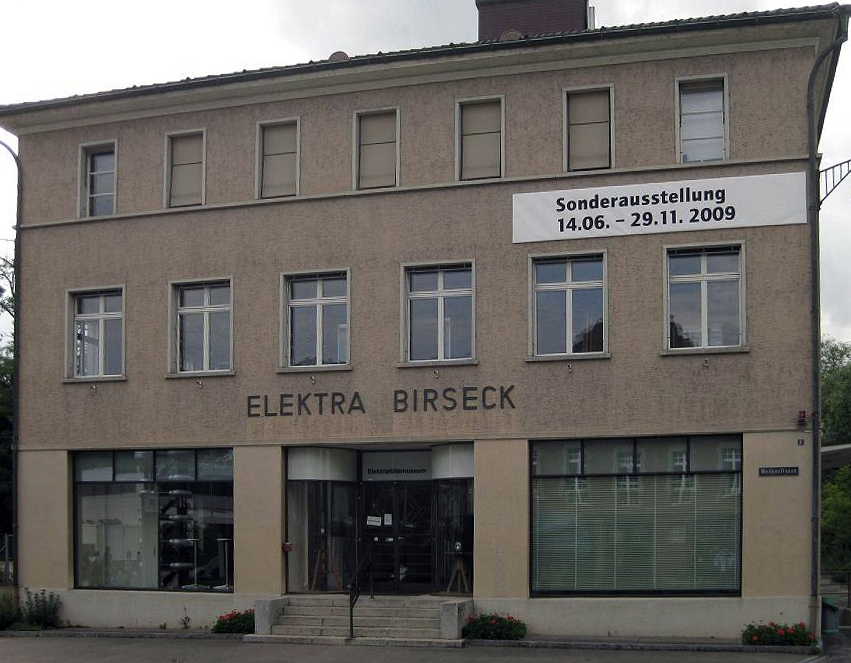
Elektrizitätsmuseum in Münchenstein

Das Elektrizitätsmuseum in Münchenstein im Schweizer Kanton Basel-Landschaft wurde 1997 von der Elektra Birseck Münchenstein aus Anlass ihres 100-jährigen Bestehens auf ihrem Werkareal eröffnet.
Auf tausend Quadratmeter Ausstellungsfläche lässt sich für den Besucher die Entwicklungsgeschichte von Stromproduktion und Anwendung nachvollziehen. Die Sammlung umfasst historische Raritäten und wird ergänzt durch ein Technolabor, in dem der Besucher selbständig mit Strom experimentieren kann (Pumpspeicherkraftwerk, Standseilbahn, Transformatorenprinzip, Privatradiostation, Elektromotoren, Elektrische Leiter / Nichtleiter, Stromsparen und Steckwand für elektrische Schaltungen).
Wechsel- und Sonderausstellungen bieten Technik-Interessierten eine breite Themenpalette. Das Elektrizitätsmuseum ist als Museum zum "Anfassen" in seiner Art einmalig in der Schweiz.
Das Museum gehört zur weiteren Basler Museumslandschaft und nimmt auch an der Basler Museumsnacht teil.

## Wechsel- und Sonderausstellungen
- Rechnen unter Strom:
„Vom Rechenbrett zum Elektronenhirn“ und „Exklusives von Basler Superhirnen Bernoulli und Euler“. Ausstellungen im Jahre 2006.
- „Licht – vom Kienspan zur LED“.
Ausstellung am 14. Juni 2009 eröffnet und dauerte bis zum 15. Dezember 2009.
- „Kommunikation - Vom Rauchzeichen zum iPhone“.
Sonderausstellung vom 24. Oktober 2010 bis zum 22. Mai 2011.